# Uschi Freitag
Uschi Freitag (Maastricht, 19 agosto 1989) è un'ex tuffatrice tedesca naturalizzata olandese.

## Biografia
Nata nei Paesi Bassi, ha la doppia cittadinanza tedesca ed olandese. È specializzata nelle gare dal trampolino da 1 metro e 3 metri.
Ha incominciato a gareggiare a livello internazionale con la nazionale tedesca, con la quale ha vinto la medaglia di bronzo nel trampolino 3 metri sincro agli europei di tuffi di Torino 2011, in coppia con Katja Dieckow. L'anno successivo nella rassegna dei tuffi di Eindhoven 2012 ha vinto l'argento nel concorso del trampolino 3 metri ed il bronzo nel sincro 3 metri, sempre fiancheggiando Katja Dieckow.
Dal 2015 ha iniziato a gareggiare per la nazionale olandese.
Agli Europei di nuoto di Londra 2016 ha vinto la medaglia d'argento nel trampolino 3 metri, finendo la gara alle spalle dell'italiana Tania Cagnotto col punteggio di 330,60.
Ha rappresentato i Paesi Bassi ai Giochi olimpici di Rio de Janeiro 2016 ottenendo il quattordicesimo posto, in semifinale, nel concorso dei tuffi dal trampolino 3 metri.
Dopo l'Olimpiade si è ritirata dalle competizioni agonistiche.

## Palmarès

### Per la Germania
- Europei di tuffi

Torino 2011: bronzo nel trampolino 3 m sincro
Eindhoven 2012: argento nel trampolino 3 m; bronzo nel trampolino 3 m sincro

### Per i Paesi Bassi
- Europei di nuoto

Londra 2016: argento nel trampolino 3 m